# Rijadus-Salichin
Rijadus-Salichin (Gärten der Tugendhaften) ist der Name einer Terroreinheit tschetschenischer Rebellen, der dem islamischen Wortschatz entlehnt ist. Sie wurde von Schamil Bassajew im Jahr 2001 gegründet, den die russische Regierung für mehrere Terroranschläge und Geiselnahmen der letzten Jahre verantwortlich macht.
Das Rijadus-Salichin-Kommando bekannte sich am 17. September 2004 zur Geiselnahme von Beslan sowie den zwei Sprengstoffanschlägen auf Passagierflugzeuge vom 24. August 2004. Die Gruppierung bekannte sich auch zu einem Anschlag auf ein Kraftwerk im sibirischen Sajano Schuschenskaja am 17. August 2009.
Rijadus-Salichin handelte in der Regel nach den zuvor erarbeiteten Strategien, die unter anderem den Einsatz von weiblichen Selbstmordattentäterinnen bei öffentlichen Großveranstaltungen, Sprengung von Passagierflugzeugen sowie Geiselnahmeaktionen umfassten.